# Twin Peaks (groupe)
Twin Peaks est un groupe de garage rock américain, originaire de Chicago, dans l'Illinois. Il est formé en 2009, dans la ville natale de ses quatre représentants principaux que sont Cadien Lake James (chant, guitare), Clay Frankel (chant, guitare), Jack Dolan (basse) et Connor Brodner (batterie). En 2015, ils sont rejoints par le claviériste Colin Croom, qui avait notamment participé à la production de leur deuxième album, Wild Onion, paru en 2014.
Fort d'une première parution saluée par la critique,, le groupe est d'autant mieux reçu à la sortie de son second album. L'énergie des prestations lives, et une affiliation équivoque à la scène underground do-it-yourself de Chicago, (avec des groupes comme The Orwells ou Chance the Rapper) leur octroient une solide réputation, malgré leur jeune âge.

## Biographie
Passionnés de musique, Jack et Cadien se rencontrent au collège, en 2007, où ils commencent à jouer ensemble, Cadien apprenant la basse à Jack. Simplement dénommés Friend, ils seront rejoints par Connor, ami d'enfance de Jack et en dernier par Clay (qui remplace le frère de Cadien à la guitare). Ils donnent leurs premières représentations sous le nom de Twin Peaks en 2009.
En 2013, ils enregistrent un premier LP, Sunken, et ce par leurs propres moyens, (« avec deux micros et Garageband » confient-ils au NME en 2014) avant de retourner rapidement à leurs études une fois la tournée promotionnelle achevée, plaçant un moment le groupe en pause, d'autant que Clay est affecté à une université différentes des autres membres. La bonne réception de l'album et le soutien du label Autumn Tone les engagent cependant à reprendre le chemin des studios. Wild Onion parait en été 2014. Au début de 2015, un nouveau morceau intitulé In the Morning (In the Evening) est publié en format simple 7" sous une édition limitée de 1 500 exemplaires. Le single est ajouté de Got Your Money, un ancien titre retravaillé.
Le dernier album, Down in Heaven, est sorti le 13 mai 2016, accompagné des singles Walk to the One you Love, Butterfly et Holding Roses.

## Discographie

### Albums studio
- 2013 : Sunken
- 2014 : Wild Onion
- 2016 : Down in Heaven
- 2019 : Lookout Low

### Singles
- 2014 : Flavor
- 2015 : In the Morning (In the Evening) / Got Your Money